# Montech
Montech is een gemeente in het Franse departement Tarn-et-Garonne in de regio Occitanie. De plaats maakt deel uit van het arrondissement Montauban. Montech telde op 1 januari 2022 6.657 inwoners.

## Geschiedenis
In 1134 werd een castrum, een versterkte plaats, gebouwd. Aan het einde van de 12e eeuw kreeg Montech een stadskeure met privileges van de graaf van Toulouse. De stad kreeg een stadsomwalling met aan elke zijde een poort en werd gebouwd in bastide-vorm met straten in dambordpatroon en een centraal plein. De noordelijke poort, Porte du Terrier, vormde de hoofdpoort van de stad. Al aan het begin van de 14e eeuw groeide de stad tot buiten de omwalling.
In de 18e eeuw genoot de stad van de nabijheid van Montauban en kwam er textielnijverheid in Montech. In 1781, in een revolutionair klimaat, werden de stadspoorten verbouwd en versterkt. Vanaf 1830 werden de poorten en de grachten rond de stad gesloopt. Enkel van de Porte Lafargue en de Porte du Château zijn delen bewaard gebleven. Halfweg de 19e eeuw werd het Canal de Garonne gegraven. Er werd ook een weg tussen Montauban en Auch aangelegd. De industrie ontwikkelde zich en in 1857 werd de papierfabriek van Montech opgericht. Er kwamen nieuwe wijken voor de groeiende bevolking (Le Couderc, Lafeuillade).
De papierfabriek stelde in 1939 300 mensen te werk, maar sloot in 1968.

## Geografie
De oppervlakte van Montech bedroeg op 1 januari 2022 50,14 vierkante kilometer; de bevolkingsdichtheid was toen 132,8 inwoners per km².
De Garonne stroomt aan de westelijke grens van de gemeente. Het bos Forêt d’Agre ligt in het oosten van de gemeente. Het is een overblijfsel van een koninklijk woud en is eigendom van de Franse staat. Het gebied wordt beheerd door het Office National des Forêt (ONF).
De onderstaande kaart toont de ligging van Montech met de belangrijkste infrastructuur en aangrenzende gemeenten.

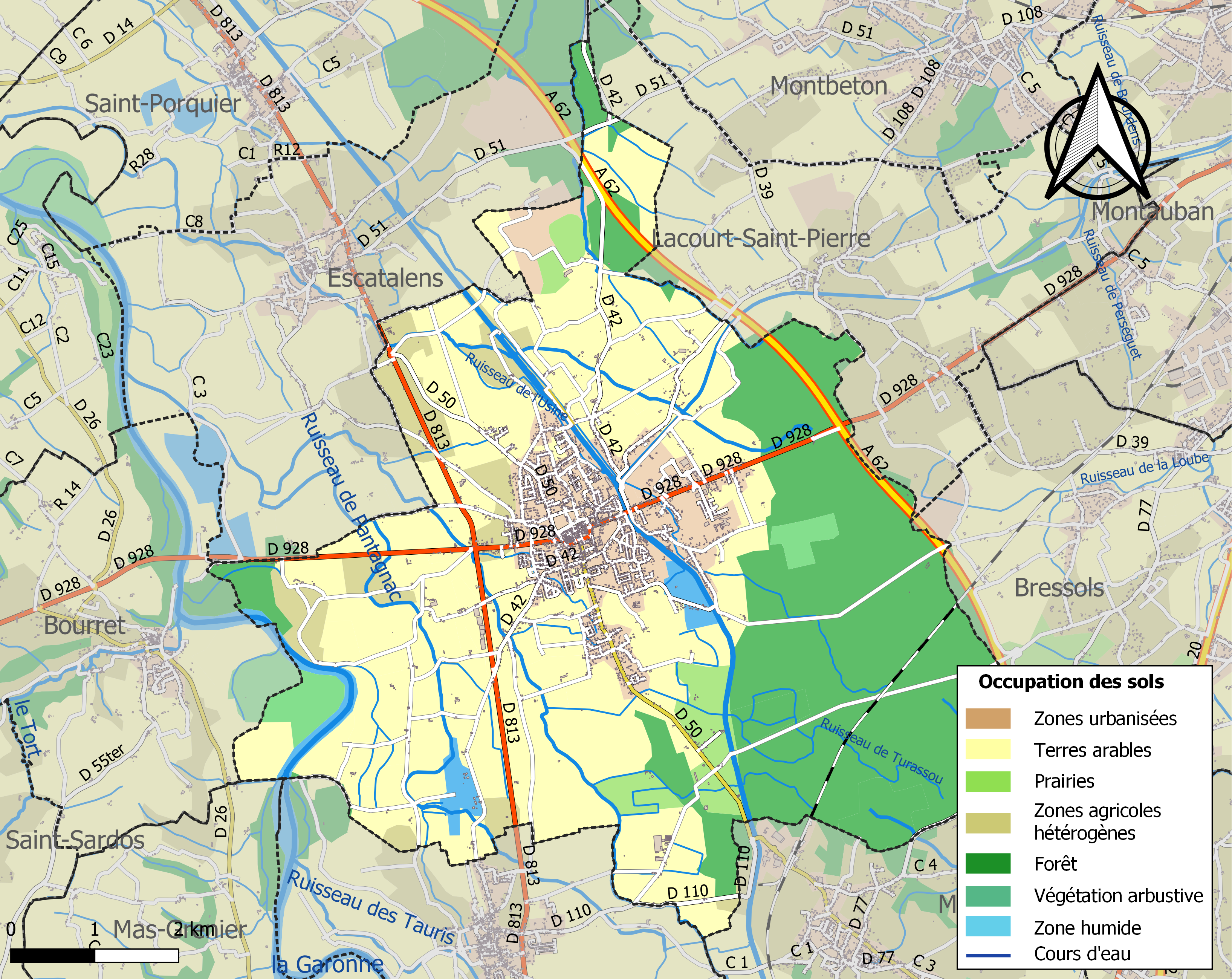

## Demografie
Onderstaande figuur toont het verloop van het inwonertal (bron: INSEE-tellingen).

## Verkeer en vervoer

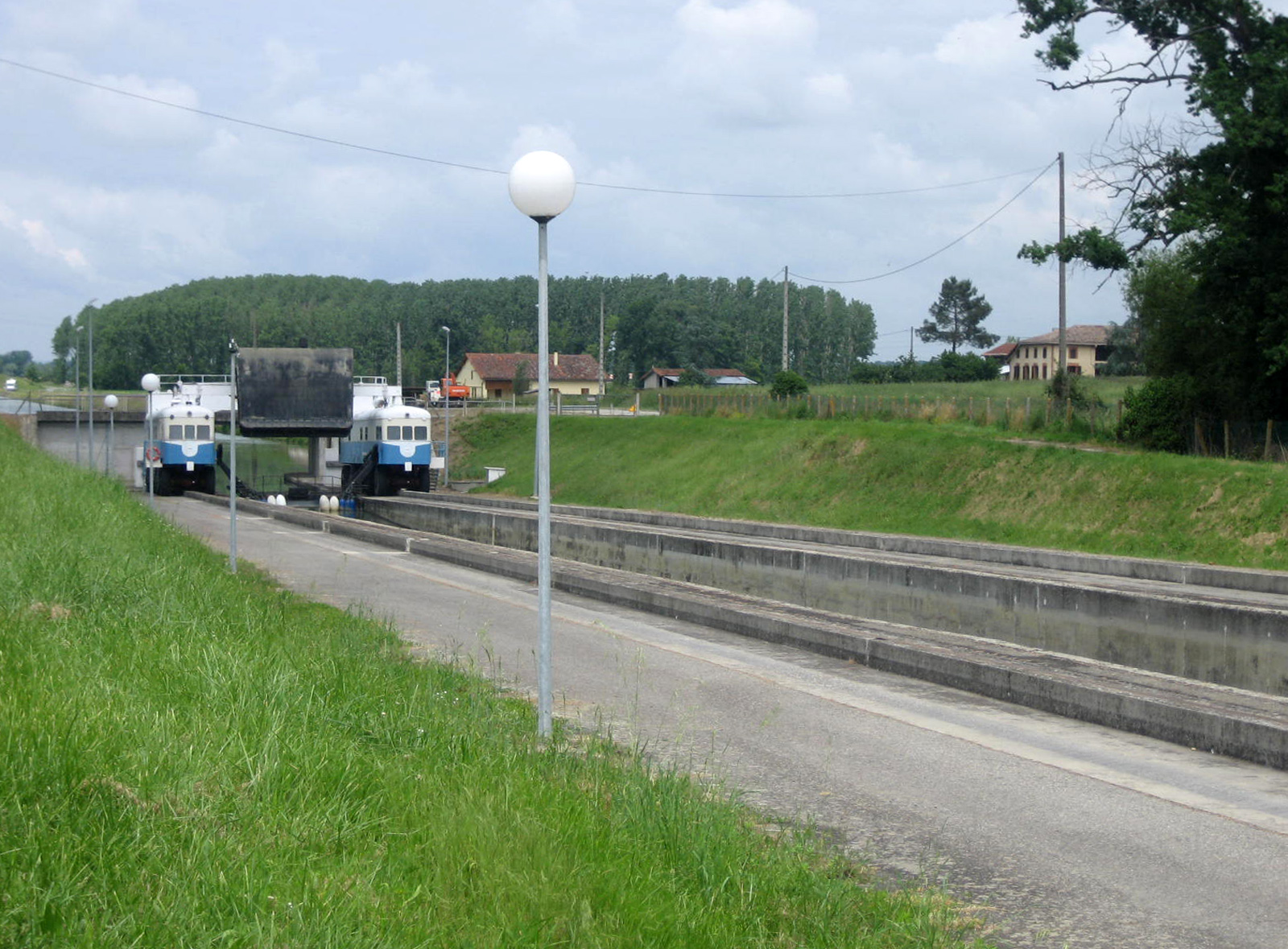
Pente d’eau de Montech

Het Canal de Garonne, deel van de waterverbinding tussen Atlantische Oceaan en Middellandse Zee, loopt ten oosten van het centrum. Montech heeft een rivierhaven op het kanaal. In 1974 werd het Hellend vlak van Montech (Pente d’eau de Montech) geopend, een hellend vlak waar boten met motorkracht naar boven worden gebracht. Zo worden vijf sluizen vermeden wat een tijdwinst van 45 minuten oplevert.
De departementale autowegen D813 en D928 kruisen in Montech. De autosnelweg A62 loopt aan de oostelijke rand van de gemeente.